# Marat Safin
Marat Mihajlovič Safin (tatarski: Marat Mixail ulı Safin; ruski: Марат Михайлович Сафин, Moskva, 27. siječnja 1980.) umirovljeni je ruski tenisač tatarske narodnosti, bivši svjetski broj 1.
Profesionalna mu je karijera trajala od 1997. do 2009. i u tomu je razdoblju osvojio 15 turnira, od čega dva Grand Slama: US Open 2000. i Australian Open 2005. Često su ga proglašavali jednim od najvećih talenata u svijetu tenisa i po osebujnosti uspoređivali s Goranom Ivaniševićem.
Njegova sestra Dinara Safina također je jedna od najboljih tenisačica na svijetu.

## Vanjske poveznice
- Profile  Arhivirana inačica izvorne stranice od 6. srpnja 2006. (Wayback Machine) on ATP profil
- The Guy From Russia  Arhivirana inačica izvorne stranice od 31. siječnja 2005. (Wayback Machine)
- Safinator  Arhivirana inačica izvorne stranice od 5. ožujka 2010. (Wayback Machine)